# باوندري بارك
باوندري بارك (بالإنجليزية: Boundary Park)‏ هو ملعب كرة قدم يقع في إنجلترا، يتسع لـ 10,638 متفرج.

## التاريخ
بدأ بناء الملعب في 1904 وافتتح عام 1904. تم تجديده في 2008.